# إريكا إيدا
إريكا إيدا (20 أكتوبر 1994 بغونما في اليابان - ) هي لاعبة كريكت يابانية. شاركت مع منتخب اليابان الوطني للكريكت.

## وصلات خارجية
- إريكا إيدا على موقع إي آس بي آن كريك إنفو (الإنجليزية)